# Backhousia
Genre
Classification phylogénétique
Backhousia est un genre de plantes à fleurs de la famille des Myrtaceae. Il comprend cinq espèces toutes originaires des forêts humides de l'est de l'Australie. Ce sont des buissons ou des arbres de 5 à 25 mètres de haut, à odeur forte, à feuillage persistant avec des feuilles opposées de 3 à 12 centimètres de long sur 1 à 6 de large. 

## Espèces
- Backhousia bandcroftii
- Backhousia citriodora
- Backhousia hughesii
- Backhousia myrtifolia
- Backhousia sciadophora